# Kevin Spacey
Kevin Spacey (South Orange, New Jersey, 26 de juliol de 1959) és un actor, director, guionista, productor i cantant estatunidenc. Va créixer a Califòrnia, i va començar la seva carrera com a actor de teatre durant la dècada del 1980; abans va realitzar papers secundaris en cinema i televisió. Va obtenir bones crítiques en la dècada del 1990, que va culminar en el seu primer Oscar per la seva interpretació a The Usual Suspects (millor actor de repartiment), i posteriorment l'Oscar al millor actor per la seva tasca a American Beauty (1999). Altres pel·lícules destacades en les quals ha intervingut són: Seven, L.A. Confidential, Pay It Forward, i Superman Returns, en una cursa que a la llarga li va valer un premi Emmy i un Globus d'Or. Des de 2004 a 2015 ha estat director artístic del teatre Old Vic a Londres.

## Biografia
Va néixer a South Orange, a l'estat de Nova Jersey, amb el nom Kevin Spacey Fowler. És el germà petit dels tres fills d'un matrimoni format per un redactor tècnic, i una mare secretària. El treball del pare va motivar que la família es mudés en diverses ocasions, vivint en diferents localitats del país. Finalment es van establir a Califòrnia, on el petit Kevin va posar de manifest el seu caràcter rebel. Els seus pares el van enviar a un internat dirigit per militars, d'on va ser expulsat als pocs mesos. Va ingressar llavors en un col·legi del Valle de Sant Fernando, proper a Los Angeles. Allá Spacey es va trobar a gust i va començar a participar en el teatre amateur de l'escola.
Finalitzada l'escola, i després d'una breu estada en un col·legi d'actuació de Los Angeles, Spacey va marxar a Nova York i va començar a estudiar interpretació en el prestigiós Juilliard School. Als dos anys estava tan ansiós per actuar, que va abandonar el col·legi abans de graduar-se i es va incorporar al Festival de Shakespeare de Nova York.
El 1981, Spacey va aparèixer per primera vegada en el teatre, interpretant a un missatger en l'obra de Shakespeare Enric IV. A l'any següent va actuar a Els espectres, en un drama de Henrik Ibsen a Broadway, a la qual seguirien El misantrop (1984), de Molière, i Llarg viatge cap a la nit (1986), d'Eugene O'Neill. Es va adonar que el seu camí estava al cinema, però així i tot, Spacey va seguir actuant regularment en el teatre i va guanyar el 1991 un Premi Tony, gràcies a la seva interpretació en Perduts en Yonkers, de Neil Simon.
Es va introduir al cinema a mitjans de la dècada de 1980, amb papers secundaris en pel·lícules d'èxit com Heartburn (amb Jack Nicholson i Meryl Streep) i Working Girl (amb Harrison Ford, Sigourney Weaver i Melanie Griffith). El 1992 va participar en Èxit a qualsevol preu, amb un repartiment d'il·lustres veterans: Al Pacino, Jack Lemmon, Ed Harris. Però la seva consagració com a estrella va ser amb el paper de Verbal Kint en la pel·lícula Sospitosos habituals, amb el qual guanya el seu primer Oscar al millor actor secundari. Destaca també el seu paper en el thriller Seven, al costat de Brad Pitt i Morgan Freeman.
Spacey és sens dubte un dels grans actors de caràcter nord-americans dels nostres dies. Ha guanyat dos Oscars, un com a millor actor secundari i un altre com a millor actor principal, aquest últim per American Beauty el 1999. Va ser director artístic del teatre Old Vic a Londres entre 2004 i 2015, un dels teatres més prestigiosos de llengua anglesa, on va dirigir una nova companyia teatral, que actuava durant vuit mesos a l'any, i de la qual Spacey fou actor, a més de director. Entre altres obres, va estrenar a Londres Claveguera de la dramaturga Maria Goos. Va ser nomenat Comendador (2010) i Cavaller Comendador (2015) de l'Orde de l'Imperi Britànic. Kevin Spacey viu actualment a Los Angeles i és amic d'actors com Steve Martin, Sean Penn i Tom Hanks.

## Vida privada
Mai no s'ha casat ni ha tingut fills. A l'octubre de 2017, el també actor Anthony Rapp va declarar que el 1986, sent encara menor d'edat, havia estat assetjat sexualment per Spacey en una festa. En resposta a aquestes acusacions, Spacey va al·legar que no recordava haver-se comportat de manera inapropiada i demanava disculpes en el cas que ho hagués fet. En el mateix comunicat, Kevin Spacey declarava públicament la seva homosexualitat.
A partir de les declaracions de Rapp van sorgir noves declaracions similars: l'actor mexicà Roberto Cavazos va denunciar que ell i altres actors joves havien estat assetjats per Spacey quan aquest era director artístic de l'Old Vic Theater de Londres. Diversos treballadors i extreballadors de la sèrie de Netflix House of Cards, que Spacey protagonitzava i també era el productor executiu, van assenyalar-lo per delictes de la mateixa naturalesa. Harry Dreyfus, fill del també actor Richard Dreyfuss, també ha assenyalat a Spacey per grapejar-lo quan tenia 18 anys.
El novembre del 2017 Spacey va anunciar el seu ingrés a la clínica The Meadows, a Arizona (EUA) per sotmetre's a un tractament per la seva addicció al sexe.
També el novembre d'aquell mateix any Netflix va anunciar que cancel·lava tots els compromisos i projectes amb Spacey. Igualment, a causa d'aquest escàndol, va ser eliminat del repartiment de la pel·lícula All the Money in the World sent reemplaçat per l'actor Christopher Plummer.

## Filmografia

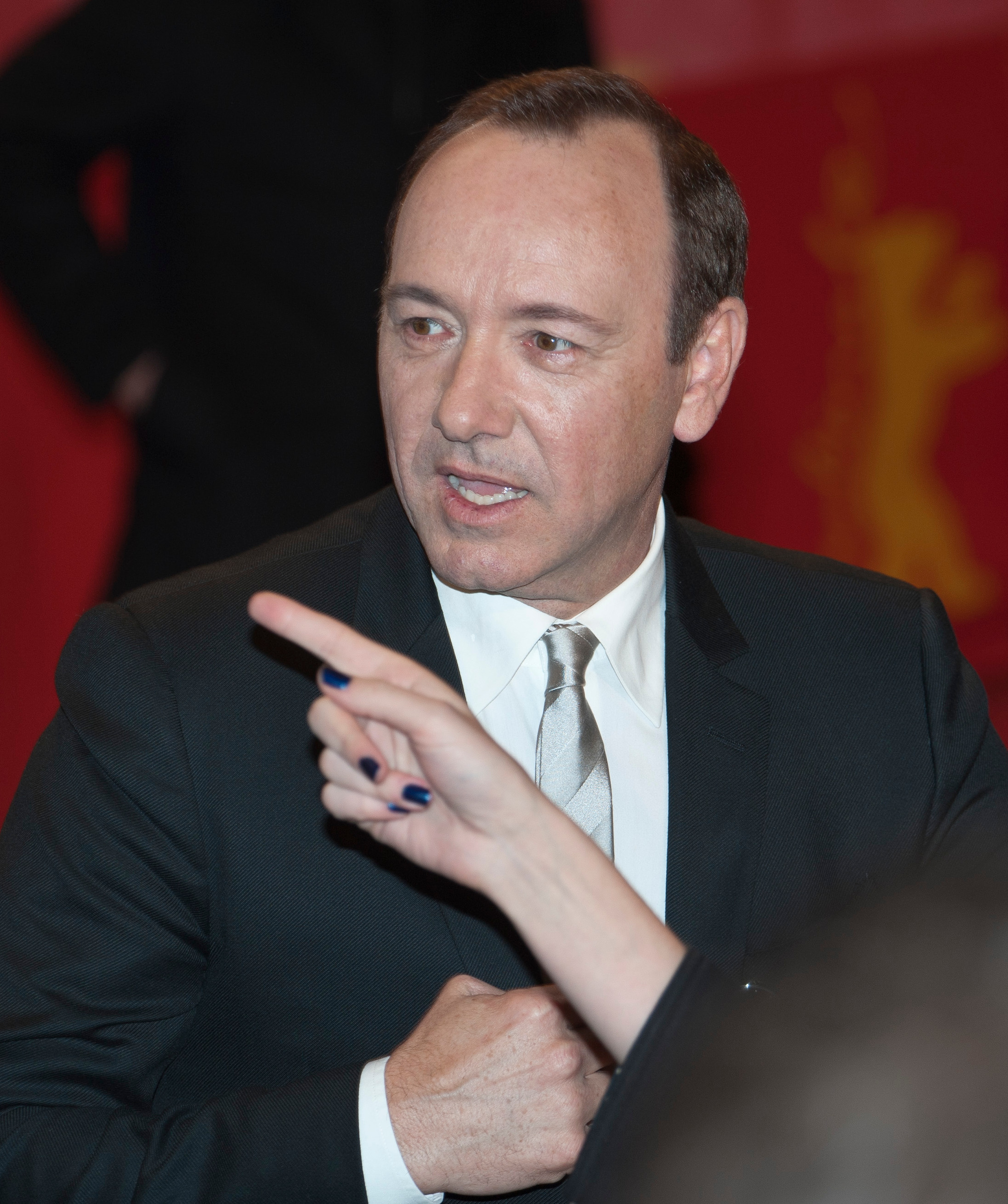
Kevin Spacey en el Festival de Cinema de Berlín de 2011.

Les seves pel·lícules més destacades són:
| Any  | Pel·lícula                                | Rol                             | Notes |
| ---- | ----------------------------------------- | ------------------------------- | --- |
| 1986 | Heartburn                                 | Lladre de metro                 | First Motion Picture |
| 1988 | Working Girl                              | Bob Speck                       | |
| 1988 | Rocket Gibraltar                          | Dwayne Hanson                   | |
| 1988 | Wiseguy                                   | Mel Profitt                     | Sèrie de televisió |
| 1989 | El meu pare (Dad)                         | Mario                           | |
| 1989 | See No Evil, Hear No Evil                 | Kirgo                           | |
| 1991 | Henry & June                              | Richard Osborn                  | |
| 1991 | Darrow                                    | Clarence Darrow                 | |
| 1991 | Sota una altra bandera (A Show of Force)  | Frank Curtin                    | |
| 1992 | Consenting Adults                         | Eddy Otis                       | |
| 1992 | Glengarry Glen Ross                       | John Williamson                 | |
| 1994 | The Ref                                   | Lloyd Chasseur                  | |
| 1994 | Iron Will                                 | Harry Kingsley                  | |
| 1995 | Seven                                     | John Doe                        | MTV Movie Award al millor malvat New York Film Critics Circle Award al millor actor secundari — també per Sospitosos habituals, Swimming with Sharks, Outbreak |
| 1995 | Sospitosos habituals (The Usual Suspects) | Roger 'Verbal' Kint             | Oscar al millor actor secundari Boston Society of Film Critics Award al millor actor secundari Chicago Film Critics Association Award al millor actor secundari Chlotrudis Award al millor actor secundari Dallas-Fort Worth Film Critics Association Award al millor actor secundari National Board of Review Award al millor cast National Board of Review Award al millor actor secundari New York Film Critics Circle Award al millor actor secundari New York Film Critics Circle Award al millor actor secundari — també per Seven, Swimming with Sharks, Outbreak Seattle International Film Festival Award al millor actor Nominat — Globus d'Or al millor actor secundari Nominat — Screen Actors Guild Award for Outstanding Performance al millor actor masculi en un paper secundari - Motion Picture |
| 1995 | Swimming with Sharks                      | Buddy Ackerman                  | New York Film Critics Circle Award al millor actor secundari — també per Sospitosos habituals, Swimming with Sharks, Outbreak Nominat — Independent Spirit Award for Best Male Lead coproductor |
| 1995 | Esclat (Outbreak)                         | Maj. Casey Schuler              | New York Film Critics Circle Award al millor actor secundari — també per Seven, Swimming with Sharks |
| 1996 | Looking for Richard                       | Ell mateix, Duc de Buckingham   | |
| 1996 | A Time to Kill                            | D.A. Rufus Buckley              | |
| 1997 | Midnight in the Garden of Good and Evil   | James 'Jim' Williams            | Society of Texas Film Critics Award al millor actor |
| 1997 | L.A. Confidential                         | Detectiu Sergent Jack Vincennes | Boston Society of Film Critics Award al millor actor secundari Chlotrudis Award al millor actor secundari Empire Award al millor actor Nominat — BAFTA al millor actor Nominat — Screen Actors Guild Award for Outstanding Performance by a Cast in a Motion Picture |
| 1997 | El cocodril albí (Albino Alligator)       |                                 | només director |
| 1998 | Hurlyburly                                | Mickey                          | |
| 1998 | The Negotiator                            | Tinent Chris Sabian             | |
| 1998 | A Bug's Life                              | Hopper                          | (veu) |
| 1999 | American Beauty                           | Lester Burnham                  | Oscar al millor actor BAFTA al millor actor Chicago Film Critics Association Award al millor actor Chlotrudis Award al millor actor Dallas-Fort Worth Film Critics Association Award al millor actor Florida Film Critics Circle Award al millor actor Kansas City Film Critics Circle Award al millor actor Las Vegas Film Critics Society Award al millor actor London Film Critics Circle Award al millor actor Online Film Critics Society Award al millor actor Online Film Critics Society Award al millor cast Russian Guild of Film Critics Award al millor actor estranger San Diego Film Critics Society Award al millor actor Screen Actors Guild Award for Outstanding Performance by a Male Actor in a Leading Role Screen Actors Guild Award for Outstanding Performance by a Cast in a Motion Picture Southeastern Film Critics Association Award al millor actor Toronto Film Critics Association Award al millor actor Nominat — Empire Award al millor actor Nominat — Globus d'Or al millor actor dramàtic Nominat — Satellite Award al millor actor |
| 2000 | Ordinary Decent Criminal                  | Michael Lynch                   | també productor |
| 2000 | Pay It Forward                            | Eugene Simonet                  | |
| 2000 | El peix gros (The Big Kahuna)             | Larry Mann                      | també productor |
| 2001 | The Shipping News                         | Quoyle                          | Nominat — BAFTA al millor actor Nominat — Globus d'Or al millor actor dramàtic |
| 2001 | K-Pax                                     | prot/Robert Porter              | |
| 2001 | Shackleton's Antarctic Adventure          | Narrador                        | (veu) |
| 2002 | Austin Powers in Goldmember               | Ell mateix                      | interpretant Doctor Evil en una pel·lícula |
| 2003 | The Life of David Gale                    | David Gale                      | |
| 2004 | Beyond the Sea                            | Bobby Darin                     | també director/guionista/productor Nominat — Globus d'Or al millor actor dramàtic |
| 2004 | The United States of Leland               | Albert T. Fitzgerald            | també productor |
| 2006 | Edison: Ciutat sense llei (Edison)        | Wallace                         | Direct-to-video |
| 2006 | Superman Returns                          | Lex Luthor                      | |
| 2007 | Fred Claus                                | Clyde Northcut                  | |
| 2008 | 21                                        | Mickey Rosa                     | |
| 2008 | Recount                                   | Ron Klain                       | Nominat — Primetime Emmy al millor actor en minisèrie o telefilm Nominat — Globus d'Or al millor actor dramàtic en minisèrie o telefilm Nominat — Satellite Award al millor actor - Mini sèries de televisió Nominat — Screen Actors Guild Award for Outstanding Male Actor - Mini sèries de televisió |
| 2009 | Shrink                                    | Henry Carter                    | |
| 2009 | Telstar                                   | Major Banks                     | |
| 2009 | Moon                                      | Robot, 'Gerty'                  | (veu) |
| 2009 | Els homes que miraven fixament les cabres | Larry Hooper                    | |
| 2010 | Casino Jack                               | Jack Abramoff                   | Nominat — Globus d'Or al millor actor musical o còmic |
| 2010 | Father of Invention                       | Robert Axle                     | |
| 2011 | Margin Call                               | Sam Rogers                      | |
| 2011 | Horrible Bosses                           | Dave Harken                     | |
| 2011 | Inseparable                               | Chuck                           | |
| 2013 | House of Cards                            | Francis Underwood               | Sèrie de televisió Nominat — Globus d'Or al millor actor en sèrie de televisió dramàtica Nominat — Primetime Emmy al millor actor en sèrie de televisió dramàtica (2013, 2014) Nominat — Primetime Emmy a la millor sèrie de televisió dramàtica |
| 2014 | Com matar el teu cap 2                    | David Harken                    | |
| 2016 | Elvis & Nixon                             | Richard Nixon                   | |
| 2016 | Nine Lives                                | Tom Brand / Mr. Fuzzypants      | |
| 2017 | Rebel in the Rye                          | Whit Burnett                    | |
| 2017 | Baby Driver                               | Doc                             | |
| 2018 | Billionaire Boys Club                     | Ron Levin                       | |